# 丘塞纳
丘塞纳，是西班牙安达卢西亚自治区韦尔瓦省的一个市镇。总面积26平方公里，总人口2008人（2001年），人口密度77人/平方公里。